# Fransenfingereidechsen
Die Fransenfingereidechsen (Acanthodactylus) sind eine Gattung der Echten Eidechsen mit 44 Arten.

## Verbreitung
Die Gattung ist hauptsächlich in Nordafrika und Westasien beheimatet. Eine Art, der Europäische Fransenfinger kommt auf der Iberischen Halbinsel auch in Europa vor. In Nordafrika ist die Art in der Sahara und nördlich davon beheimatet, in Asien kommt sie östlich bis nach Afghanistan und Westindien vor.

## Arten
Die Gattung enthält aktuell 44 Arten.
- Acanthodactylus aegyptius S. Baha El Din, 2007
- Acanthodactylus ahmaddisii Y. Werner, 2004
- Acanthodactylus arabicus Boulenger, 1918
- Acanthodactylus aureus Günther, 1903
- Acanthodactylus bedriagai Lataste, 1881
- Acanthodactylus beershebensis Moravec et al., 1999
- Acanthodactylus blanci Doumergue, 1901
- Acanthodactylus blanfordii Boulenger, 1918
- Acanthodactylus boskianus (Daudin, 1802)
- Acanthodactylus boueti Chabanaud, 1917
- Acanthodactylus busacki Salvador, 1982
- Acanthodactylus cantoris Günther, 1864
- Acanthodactylus dumerilii (Milne-Edwards, 1829) – Dumérils Fransenfingereidechse
- Acanthodactylus erythrurus (Schinz, 1833) – Europäischer Fransenfinger
- Acanthodactylus felicis Arnold, 1980
- Acanthodactylus gongrorhynchatus Leviton & S.C. Anderson, 1967
- Acanthodactylus grandis Boulenger, 1909
- Acanthodactylus guineensis (Boulenger, 1887)
- Acanthodactylus haasi Leviton & S.C. Anderson, 1967
- Acanthodactylus hardyi Haas, 1957
- Acanthodactylus harranensis Baran et al., 2005
- Acanthodactylus khamirensis Heidari et al., 2013
- Acanthodactylus lacrymae Miralles et al., 2020
- Acanthodactylus longipes Boulenger, 1918
- Acanthodactylus maculatus (Gray, 1838)
- Acanthodactylus margaritae Tamar, Geniez, Brito, & Crochet, 2017
- Acanthodactylus masirae Arnold, 1980
- Acanthodactylus micropholis Blanford, 1874
- Acanthodactylus montanus Miralles et al., 2020
- Acanthodactylus nilsoni Rastegar-Pouyani, 1998
- Acanthodactylus opheodurus Arnold, 1980
- Acanthodactylus orientalis Angel, 1936
- Acanthodactylus pardalis (Lichtenstein, 1823)
- Acanthodactylus robustus F. Werner, 1929
- Acanthodactylus savignyi (Audouin, 1809)
- Acanthodactylus schmidti Haas, 1957
- Acanthodactylus schreiberi Boulenger, 1878
- Acanthodactylus scutellatus (Audouin, 1827)
- Acanthodactylus senegalensis Chabanaud, 1918
- Acanthodactylus spinicauda Doumergue, 1901
- Acanthodactylus taghitensis Geniez & Foucart, 1995
- Acanthodactylus tilburyi Arnold, 1986
- Acanthodactylus tristrami (Günther, 1864)
- Acanthodactylus yemenicus Salvador, 1982